# Equació mestra
En física, química i camps relacionats, les equacions mestres s'utilitzen per descriure l'evolució temporal d'un sistema que es pot modelar com una combinació probabilística d'estats en un moment donat, i el canvi entre estats està determinat per una matriu de velocitat de transició. Les equacions són un conjunt d'equacions diferencials – al llarg del temps – de les probabilitats que el sistema ocupi cadascun dels diferents estats.El nom va ser proposat l'any 1940.
Quan es coneixen les probabilitats dels processos elementals, es pot escriure una equació de continuïtat per a W, de la qual es poden derivar totes les altres equacions i que anomenarem, per tant, equació "mestra".

## Introducció
Una equació mestra és un conjunt fenomenològic d'equacions diferencials de primer ordre que descriuen l'evolució temporal de (normalment) la probabilitat que un sistema ocupi cadascun d'un conjunt discret d'estats respecte a una variable de temps contínua t. La forma més familiar d'una equació mestra és una forma matricial:
{\displaystyle {\frac {d{\vec {P}}}{dt}}=\mathbf {A} {\vec {P}},}
on {\displaystyle {\vec {P}}} és un vector columna, i {\displaystyle \mathbf {A} } és la matriu de connexions. La manera com es fan les connexions entre els estats determina la dimensió del problema; ho és o bé
- un sistema d-dimensional (on d és 1,2,3,...), on qualsevol estat està connectat exactament amb els seus 2d veïns més propers, o
- una xarxa, on cada parell d'estats pot tenir una connexió (segons les propietats de la xarxa).

Quan les connexions són constants de velocitat independents del temps, l'equació mestra representa un esquema cinètic i el procés és markovià (qualsevol funció de densitat de probabilitat de temps de salt per a l'estat i és exponencial, amb una velocitat igual al valor de la connexió). Quan les connexions depenen del temps real (és a dir, matriu {\displaystyle \mathbf {A} } depèn del temps, {\displaystyle \mathbf {A} \rightarrow \mathbf {A} (t)}), el procés no és estacionari i l'equació mestra es llegeix
{\displaystyle {\frac {d{\vec {P}}}{dt}}=\mathbf {A} (t){\vec {P}}.}
Quan les connexions representen funcions de densitat de probabilitat de temps de salt multi-exponencial, el procés és semi-markovià i l'equació de moviment és una equació integro-diferencial anomenada equació mestra generalitzada:
{\displaystyle {\frac {d{\vec {P}}}{dt}}=\int _{0}^{t}\mathbf {A} (t-\tau ){\vec {P}}(\tau )d\tau .}
La matriu {\displaystyle \mathbf {A} } també pot representar el naixement i la mort, és a dir, que la probabilitat s'injecta (naixement) o s'extreu (mort) del sistema, on aleshores, el procés no està en equilibri.

## Exemples d'equacions mestres
Molts problemes físics en mecànica clàssica, mecànica quàntica i problemes en altres ciències, poden reduir-se a la forma d'una equació mestra, realitzant així una gran simplificació del problema (veure model matemàtic).
L'equació de Lindblad en mecànica quàntica és una generalització de l'equació mestra que descriu l'evolució temporal d'una matriu de densitat. Tot i que l'equació de Lindblad sovint es coneix com una equació mestra, no és una en el sentit habitual, ja que governa no només l'evolució temporal de les probabilitats (elements diagonals de la matriu de densitat), sinó també de variables que contenen informació sobre la coherència quàntica. entre els estats del sistema (elements no diagonals de la matriu de densitat).
Un altre cas especial de l'equació mestra és l'equació de Fokker-Planck que descriu l'evolució temporal d'una distribució de probabilitat contínua. Les equacions mestres complicades que resisteixen el tractament analític es poden convertir en aquesta forma (sota diverses aproximacions), utilitzant tècniques d'aproximació com ara l'expansió de la mida del sistema.
La cinètica química estocàstica és un altre exemple de l'equació mestra. Una equació mestra química s'utilitza per modelar un conjunt de reaccions químiques quan el nombre de molècules d'una o més espècies és petit (de l'ordre de 100 o 1000 molècules). Les equacions mestres químiques també es resolen per als models molt grans com el senyal de dany a l'ADN, el patògen fúngic candida albicans per primera vegada.